# Мелані Глорія
Мелані Глорія (англ. Mélanie Gloria; нар. 19 червня 1987) — колишня канадська тенісистка.
Найвищу одиночну позицію світового рейтингу — 287 місце досягла 12 вересня, 2005, парну — 578 місце — 29 вересня, 2003 року.
Здобула 5 одиночних та 6 парних титулів туру ITF.
Завершила кар'єру 2010 року.

## Фінали ITF

### Одиночний розряд: 8 (5–3)
| Легенда                |
| ---------------------- |
| турніри $100,000 (0–0) |
| турніри $75,000 (0–0)  |
| турніри $50,000 (0–0)  |
| турніри $25,000 (0–1)  |
| турніри $10,000 (5–2)  |

| Результат | W–L | Дата     | Турнір                          | Рівень | Покриття | Суперниця         | Рахунок          |
| --------- | --- | -------- | ------------------------------- | ------ | -------- | ----------------- | ---------------- |
| Поразка   | 0–1 | Сер 2005 | Vancouver Open, Канада          | 25,000 | Тверде   | Енслі Карґілл     | 4–6, 2–6         |
| Поразка   | 0–2 | Чер 2007 | ITF Амаранте, Португалія        | 10,000 | Тверде   | Еліза Бальзамо    | 3–6, 5–7         |
| Перемога  | 1–2 | Чер 2007 | ITF Алкобаса, Португалія        | 10,000 | Тверде   | Штефанія Боффа    | 6–3, 6–3         |
| Перемога  | 2–2 | Чер 2008 | ITF Амаранте, Португалія        | 10,000 | Тверде   | Єра Кампос-Моліна | 6–2, 6–3         |
| Перемога  | 3–2 | Чер 2008 | ITF Монтемор-у-Нову, Португалія | 10,000 | Тверде   | Марія Жуан Келер  | 6–7(2), 6–3, 6–1 |
| Поразка   | 3–3 | Чер 2009 | ITF Амаранте, Португалія        | 10,000 | Тверде   | Марія Жуан Келер  | 3–6, 2–6         |
| Перемога  | 4–3 | Чер 2009 | ITF Монтемор-у-Нову, Португалія | 10,000 | Тверде   | Єра Кампос-Моліна | 6–1, 6–2         |
| Перемога  | 5–3 | Чер 2010 | ITF Амаранте, Португалія        | 10,000 | Тверде   | Шейна Макдауелл   | 7–5, 6–7(6), 6–0 |

### Парний розряд: 7 (6–1)
| Легенда                |
| ---------------------- |
| турніри $100,000 (0–0) |
| турніри $75,000 (0–0)  |
| турніри $50,000 (0–0)  |
| турніри $25,000 (0–0)  |
| турніри $10,000 (6–1)  |

| Результат | W–L | Дата     | Турнір                          | Рівень | Покриття | Партнерка               | Суперниці                         | Рахунок     |
| --------- | --- | -------- | ------------------------------- | ------ | -------- | ----------------------- | --------------------------------- | ----------- |
| Перемога  | 1–0 | Чер 2007 | ITF Алкобаса, Португалія        | 10,000 | Тверде   | Каді Пулер              | Керен Шломо Жуана Пангаю Перейра  | 6–1, 6–4    |
| Перемога  | 2–0 | Чер 2008 | ITF Амаранте, Португалія        | 10,000 | Тверде   | Лусія Сайнс             | Татьяна Буа Карен Кастібланко     | 7–6(3), 6–4 |
| Перемога  | 3–0 | Чер 2008 | ITF Монтемор-у-Нову, Португалія | 10,000 | Тверде   | Лусія Сайнс             | Карла Бельтрамі Ванеса Фурланетто | 6–1, 6–1    |
| Перемога  | 4–0 | Чер 2009 | ITF Монтемор-у-Нову, Португалія | 10,000 | Тверде   | Даніела Муньос Галлегос | Лусія Ґонсалес Рені Лампрет       | 7–5, 7–6(5) |
| Перемога  | 5–0 | Чер 2010 | ITF Амаранте, Португалія        | 10,000 | Тверде   | Даніела Муньос Галлегос | Магалі де Латтре Джейд Гоппер     | 6–4, 6–2    |
| Перемога  | 6–0 | Чер 2010 | ITF Монтемор-у-Нову, Португалія | 10,000 | Тверде   | Даніела Муньос Галлегос | Кім Грайдек Юлія Стаматова        | 7–6(3), 6–1 |
| Поразка   | 6–1 | Чер 2010 | ITF Алкобаса, Португалія        | 10,000 | Тверде   | Даніела Муньос Галлегос | Анна Фіцпатрік Джейд Віндлі       | 2–6, 1–6    |